# Ченстохова (станция)
Ченстохова, Ченстохова пассажирская (пол. Częstochowa, Częstochowa Osobowa) — самая большая пассажирская железнодорожная станция в городе Ченстохова, расположенная в его центре. Имеет 5 платформ и 8 путей. Относится по классификации к категории А, то есть обслуживает более 2 миллионов пассажиров ежегодно.

## История
Станция 1-го класса была построена на линии Варшаво-Венской железной дороги в 1846 году, когда эта территория находилась в составе Царства Польского. В 1889 году станция относилась к 3-му классу.
В 1911 году станция получила новое название — «Ченстохова Варшаво-Венский».
В 1872 году станция была оборудована газовым освещением.
В 1884 году был произведён капитальный ремонт пассажирского здания и трёх сторон помещены надписи из металлических букв.
В 1889 году была перестроена промежуточная платформа из гравия в каменную с покрытием бетонными плитами системы Деверса 3000х28/7.

В 1877 году от станции был проложен подъездной путь к шерстепрядильному заводу «Торг Дома Пельцер», в 1878 году — к шерстепрядильному заводу «Мотт и Ко» длиной 0,561 версты, в 1879 году — к лесопильному заводу «Гольдштейн» длиной 0,288 версты, в 1883 году — к джутопрядильному заводу общества La Csenstochovienne.
В 1898 году от 212 версты был проложен подъездной путь в казённый склад спирта, в 1901 году — к джутопрядильному заводу и веретённой фабрике заводу Пельцера длиной 0,240 версты.
3 декабря 1903 году был уложен путь от станции Ченстохов к перегрузочной платформе Гербы-Ченстоховской железной дороги.
В 1909 году был проложен подъездной путь к заводу «Металлургия» длиной 0,216 версты.

## Вокзал
Здание вокзала было построено в 1989—1996 годах в постмодернистском стиле по проекту краковского архитектора Ричарда Франковича. Площадь вокзала составляет 3186 м², объём — 41 тыс. м³, конструкция крыши поддерживается на 22 пилонах высотой 11,5 м и диаметром 1 м.
Переход из города к платформам возможен сразу как по подземному, так и по надземному переходам. Вход в здание вокзала — только по надземному. Имеются подъёмники для инвалидов. На вокзале работает круглосуточный кассовый зал и бесплатный Wi-Fi.
Перед вокзалом установлен бюст Владиславу Беганьскому, врачу, имя которого также носит центральная площадь города.
Сбоку от вокзала стоит паровоз-памятник TKt48-151, находящийся в ведении музея истории железных дорог.